# Hongerklop
Hongerklop is een sportterm voor de gevolgen van een glycogeentekort. Zo'n tekort komt het meest voor in langeafstandssporten. Andere uitdrukkingen waarmee dit verschijnsel (met name in het wielerjargon) wordt benoemd zijn de man met de hamer tegenkomen, tegen de muur lopen of geparkeerd staan. Door het uitputten van de voorraad glycogeen, waarvan veel nodig is bij grote inspanning, begint de sporter zich zwak te voelen en vermindert de prestatie. Wanneer dit gebeurt en er geen voeding beschikbaar is, is de sporter afhankelijk van overwegend vetverbranding, waardoor de intensiteit van zijn inspanning wel zal worden verlaagd.
Sporters kunnen een hongerklop voorkomen door tijdens de langdurige inspanning koolhydraten in te nemen in de vorm van bijvoorbeeld energiedranken of energie-gels, bananen, mueslirepen of biscuits.